# Hendrik I van Brunswijk-Lüneburg
Hendrik I van Brunswijk-Lüneburg bijgenaamd de Middelste (15 september 1468 - Wienhausen, 9 februari 1532) was van 1478 tot 1520 hertog van Brunswijk-Lüneburg. Hij behoorde tot het huis Welfen.

## Levensloop
Hendrik was de zoon van hertog Otto II van Brunswijk-Lüneburg en diens echtgenote Anna, dochter van graaf Jan IV van Nassau. 
Na het overlijden van zijn vader in 1471 werd zijn grootvader langs vaderkant Frederik II opnieuw hertog van Brunswijk-Lüneburg, nadat die in 1457 was afgetreden om in het kloosterleven te treden. Na het overlijden van Frederik II in 1478 werd Hendrik I hertog van Brunswijk-Lüneburg. Omdat hij nog minderjarig was, werd hij tot in 1486 onder het regentschap van zijn moeder geplaatst. Vanaf 1486 regeerde hij zelfstandig.
Aan het einde van zijn bewind was Hendrik betrokken bij de Hildesheimse Stiftsoorlog, waarbij hij aan de kant van het prinsbisdom Hildesheim stond. Aan de andere zijde stond de adel van Hildesheim en de hertogen van Brunswijk-Wolfenbüttel en Brunswijk-Calenberg. Tijdens deze oorlog won Hendrik in 1519 de Slag bij Soltau.
Hetzelfde jaar stond Hendrik bij de verkiezing van de Rooms-Duitse koning aan de kant van koning Frans I van Frankrijk, wat hem de vijandigheid van de verkozen keizer Karel V opleverde. Uit schrik voor wraakacties trad Hendrik I ten voordele van zijn twee oudste zoons in 1520 af als hertog van Brunswijk-Lüneburg en ging hij in ballingschap naar het koninklijk hof van Frankrijk. 
Toen in 1527 in Brunswijk-Lüneburg de Reformatie begon, keerde Hendrik terug naar zijn vroegere hertogdom en probeerde hij met de hulp van tegenstanders van de Reformatie terug de macht te grijpen. Dit mislukte echter en Hendrik keerde terug naar Frankrijk. Nadat hij van zijn oudste zoon het vorstelijk paleis van Lüneburg toegewezen had gekregen om zijn laatste jaren door te brengen, keerde Hendrik in 1530 definitief terug naar Brunswijk-Lüneburg.
In 1532 stierf hij, waarna hij werd bijgezet in de Abdij van Wienhausen.

## Huwelijken en nakomelingen
Op 27 februari 1487 huwde Hendrik in Celle met Margaretha van Saksen (1469-1528), dochter van keurvorst Ernst van Saksen. Ze kregen volgende kinderen:
- Anna (1492), jong gestorven
- Elisabeth (1494-1572), huwde in 1518 met hertog Karel van Gelre
- Otto III (1495-1549), hertog van Brunswijk-Lüneburg
- Ernst I (1497-1546), hertog van Brunswijk-Lüneburg
- Apollonia (1499-1571)
- Anna (1502-1568), huwde in 1525 met hertog Barnim IX van Pommeren
- Frans (1508-1549), hertog van Brunswijk-Lüneburg

Na de dood van zijn eerste vrouw huwde hij morganatisch met zijn minnares Anna von Campe.

## Voorouders
| Voorouders van Hendrik I van Brunswijk-Lüneburg | Voorouders van Hendrik I van Brunswijk-Lüneburg                                                 | Voorouders van Hendrik I van Brunswijk-Lüneburg                                                 | Voorouders van Hendrik I van Brunswijk-Lüneburg                                                 | Voorouders van Hendrik I van Brunswijk-Lüneburg                                                 | Voorouders van Hendrik I van Brunswijk-Lüneburg                                                 | Voorouders van Hendrik I van Brunswijk-Lüneburg                                                 | Voorouders van Hendrik I van Brunswijk-Lüneburg                                                 | Voorouders van Hendrik I van Brunswijk-Lüneburg                                                 |
| ----------------------------------------------- | ----------------------------------------------------------------------------------------------- | ----------------------------------------------------------------------------------------------- | ----------------------------------------------------------------------------------------------- | ----------------------------------------------------------------------------------------------- | ----------------------------------------------------------------------------------------------- | ----------------------------------------------------------------------------------------------- | ----------------------------------------------------------------------------------------------- | ----------------------------------------------------------------------------------------------- |
| Overgrootouders                                 | Bernhard I van Brunswijk-Lüneburg (1358-1434) ∞ Margaretha van Saksen (-1429)                   | Bernhard I van Brunswijk-Lüneburg (1358-1434) ∞ Margaretha van Saksen (-1429)                   | Frederik I van Brandenburg (1371–1440) ∞ Elisabeth van Beieren (1383-1442)                      | Frederik I van Brandenburg (1371–1440) ∞ Elisabeth van Beieren (1383-1442)                      | Engelbrecht I van Nassau-Siegen (±1370/1380-1442) x 1403 Johanna van Polanen (1392-1445)        | Engelbrecht I van Nassau-Siegen (±1370/1380-1442) x 1403 Johanna van Polanen (1392-1445)        | Johan II van Loon-Heinsberg (1360-1438 x Anna van Solms-Braunfels (1390-1433)                   | Johan II van Loon-Heinsberg (1360-1438 x Anna van Solms-Braunfels (1390-1433)                   |
| Grootouders                                     | Frederik II van Brunswijk-Lüneburg (1418-1478) ∞ Magdalena van Brandenburg (1412-1454)          | Frederik II van Brunswijk-Lüneburg (1418-1478) ∞ Magdalena van Brandenburg (1412-1454)          | Frederik II van Brunswijk-Lüneburg (1418-1478) ∞ Magdalena van Brandenburg (1412-1454)          | Frederik II van Brunswijk-Lüneburg (1418-1478) ∞ Magdalena van Brandenburg (1412-1454)          | Johan IV van Nassau-Siegen (1410-1475) x 1440 Maria van Loon-Heinsberg (1426-1502)              | Johan IV van Nassau-Siegen (1410-1475) x 1440 Maria van Loon-Heinsberg (1426-1502)              | Johan IV van Nassau-Siegen (1410-1475) x 1440 Maria van Loon-Heinsberg (1426-1502)              | Johan IV van Nassau-Siegen (1410-1475) x 1440 Maria van Loon-Heinsberg (1426-1502)              |
| Ouders                                          | Otto II van Brunswijk-Lüneburg (1439-1471) ∞ Anna van Nassau-Dillenburg (1441-1513) (1412-1454) | Otto II van Brunswijk-Lüneburg (1439-1471) ∞ Anna van Nassau-Dillenburg (1441-1513) (1412-1454) | Otto II van Brunswijk-Lüneburg (1439-1471) ∞ Anna van Nassau-Dillenburg (1441-1513) (1412-1454) | Otto II van Brunswijk-Lüneburg (1439-1471) ∞ Anna van Nassau-Dillenburg (1441-1513) (1412-1454) | Otto II van Brunswijk-Lüneburg (1439-1471) ∞ Anna van Nassau-Dillenburg (1441-1513) (1412-1454) | Otto II van Brunswijk-Lüneburg (1439-1471) ∞ Anna van Nassau-Dillenburg (1441-1513) (1412-1454) | Otto II van Brunswijk-Lüneburg (1439-1471) ∞ Anna van Nassau-Dillenburg (1441-1513) (1412-1454) | Otto II van Brunswijk-Lüneburg (1439-1471) ∞ Anna van Nassau-Dillenburg (1441-1513) (1412-1454) |
| Hendrik I van Brunswijk-Lüneburg (1468-1532)    |                                                                                                 |                                                                                                 |                                                                                                 |                                                                                                 |                                                                                                 |                                                                                                 |                                                                                                 |                                                                                                 |